# Mamduk Jamal
Abu Zakaria al-Jamal (em árabe: أبو زكريا الجمال‎‎; 1959 – Gaza, 3 de janeiro de 2009) , conhecido também por Mamduk Jamal era um comandante militar do Hamas, morto em 3 de janeiro de 2009, por um ataque aéreo do Tsahal  dirigido à sua casa, durante os bombardeios da Faixa de Gaza de 2008-2009. Jamal foi o segundo dirigente do Hamas a ser vítima de assassinato seletivo, durante os ataques à Faixa de Gaza de 2008–2009, depois de Nizar Rayan.
Ele comandava as brigadas Izz ad-Din al-Qassam da Cidade de Gaza.